# Внешний долг Российской империи
Судьба внешнего долга Российской империи — события, связанные с внешним долгом Российской империи и её правопреемника, Российской республики, после Октябрьской революции 1917 года.

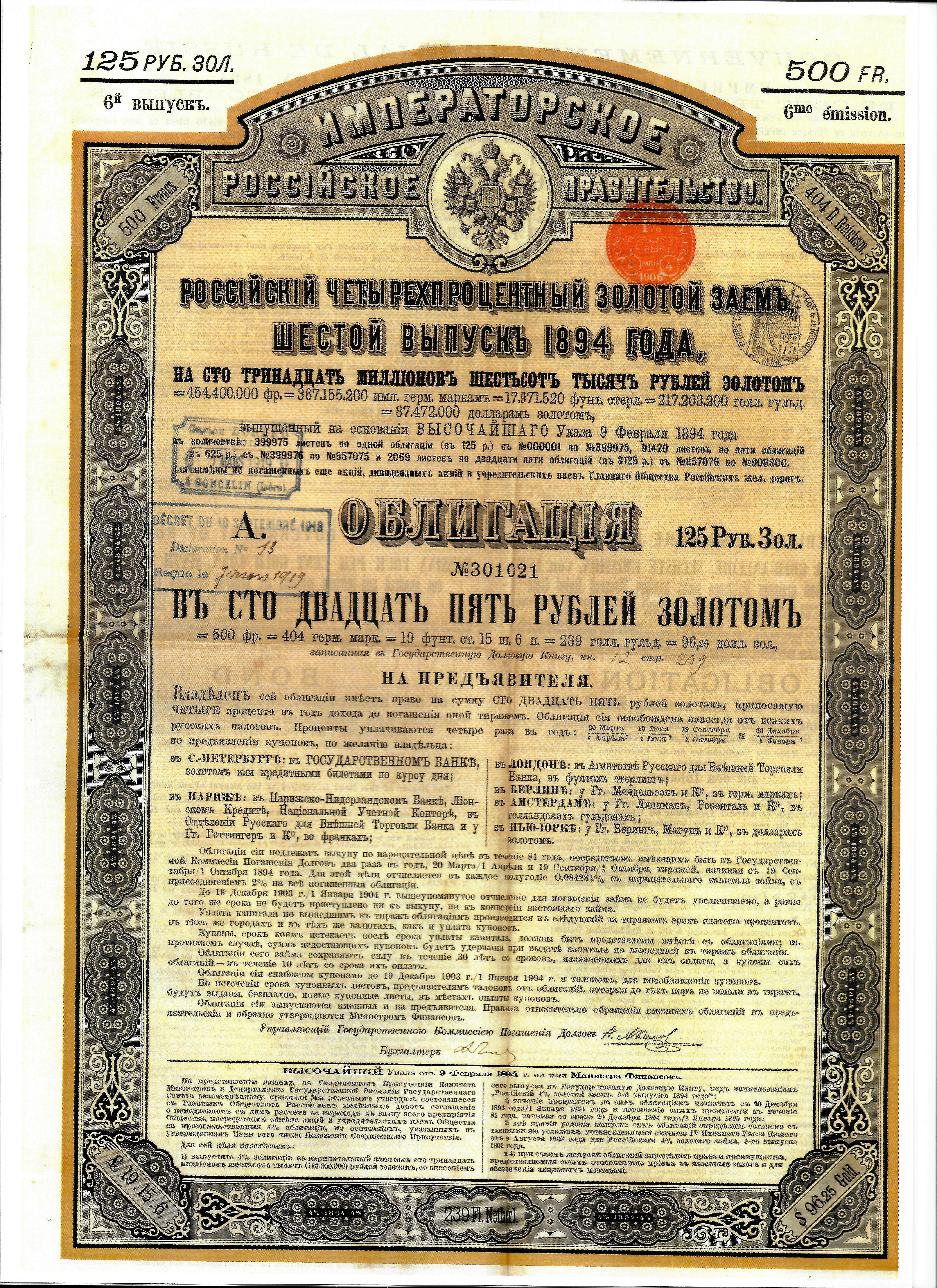
Российская облигация 1894 года

## Размер внешнего долга на 1917 год
До Первой мировой войны Российская империя по размерам внешнего долга была на первом месте в мире. В 1914 году среди сравнительно развитых стран внешний государственный долг помимо России имела лишь Япония, а остальные государства, имевшие внешние долги, были зависимыми и полуколониальными. 
Во время войны внешние заимствования составили 7,7 млрд. руб., увеличившись в 2,5 раза по сравнению с довоенным периодом. С учетом довоенного долга и гарантированных государством займов к октябрю 1917 года внешний долг превышал 12,5 млрд. руб. Основными кредиторами были Великобритания и Франция, на которые приходилось более 80% всего внешнего долга.

## Отказ Советской власти признавать дореволюционные долги
21 января 1918 года ВЦИК издал декрет, в котором говорилось, что «безусловно и без всяких ограничений аннулируются все иностранные займы».

## Попытки урегулирования вопроса о дореволюционном внешнем долге в 1919-1933 годах
В 1919-1921 годах велись переговоры с Великобританией и Францией о судьбе дореволюционных долгов. В отличие от Великобритании, Франция выдвигала признание дореволюционных долгов как обязательное предварительное условие для установления дипломатических отношений с РСФСР. Власти же РСФСР предлагали отложить урегулирование долговых вопросов до развития взаимовыгодного делового сотрудничества.
В октябре 1921 года советское правительство предложило организовать конференцию для урегулирования долговых и других претензий и налаживания общеевропейского сотрудничества. Такая конференция состоялась в апреле-мае 1922 года в Генуе. На ней при обсуждении вопроса о долгах советские представители выдвинули контрпретензии в связи с ущербом, нанесенным стране иностранной интервенцией и Гражданской войной. Решения вопроса о российских долгах на Генуэзской конференции добиться не удалось, и Франция и Великобритания выступили с инициативой о созыве нового многостороннего совещания (комиссии экспертов по «русскому вопросу»), которое 15 июня 1922 года началось в Гааге. В то же время в состав делегаций было включено больше экспертов и промышленников. Однако и на ней не удалось добиться практического сближения позиций сторон.  Было заявлено, что пока советское правительство «не будет готово признать безусловно обязательств своих предшественников, оно не получит иностранного займа, который, по его собственному утверждению, необходим для экономического возрождения России».
Впоследствии вопрос о дореволюционных долгах поднимался на переговорах СССР с Великобританией в 1924 и 1929 годах, с Францией в 1924 и 1927 годах и с США в 1933 и 1934 годах. При этом советское правительство в принципе соглашалось выплатить определенную долю дореволюционных долгов если СССР будут предоставлены новые кредиты. В марте 1927 года на переговорах с Францией был согласован способ урегулирования долгов путем ежегодных взносов по 60 млн. золотых франков (примерно 22 млн. руб.) в течение 61 года. Однако внезапное ухудшение советско-французских отношений в то время прервало эти переговоры.
Установлению дипломатических отношений между СССР и США в ноябре 1933 года предшествовало достижение предварительных договоренностей о принципах погашения задолженности по дореволюционным долгам. СССР был готов погашать долги перед США в виде дополнительных процентных платежей по кредитам, которые должны были предоставить США, однако эти договоренности не были реализованы.
Затем переговоры по вопросу о дореволюционных долгах прекратились до 1980-х годов.

## Урегулирование вопроса о долгах с Великобританией и Францией в 1986 и 1996 годах
В середине 1980 годов в связи с ухудшением экономического положения СССР потребовалось привлечь внешние займы на Западе. Но для этого требовалось решить вопрос о дореволюционных долгах.
Во время визита в Великобританию М.С. Горбачёва было подписано Соглашение между Правительством Союза Советских Социалистических Республик и Правительством Соединенного Королевства Великобритании и Северной Ирландии об урегулировании взаимных финансовых и имущественных претензий, возникших до 1939 года. По нему Великобритания отказывалась от всех претензий, возникших до 1 января 1939 года, в частности:
- претензий в отношении любых облигаций, выпущенных или гарантированных до 7 ноября 1917 г. бывшим правительством Российской Империи или любой частью Российской Империи, или властями, управлявшими такой частью, и принадлежащих Правительству или гражданам Соединенного Королевства;
- претензий в отношении имущества, прав или интересов, имеющихся на территории бывшей Российской Империи или территории Союза Советских Социалистических Республик и являющихся собственностью, прав на которую или пользования которой британские подданные были лишены в период после 6 ноября 1917 г. и до 1 января 1939 г.;
- претензий в отношении возникших до 1 января 1939 г. долговых обязательств перед Правительством Соединенного Королевства или британскими подданными со стороны бывшего правительства Российской Империи, бывшего Временного правительства России или Правительства Союза Советских Социалистических Республик, или учреждения, созданного в соответствии с законами Российской Империи, или лица, проживавшего или осуществлявшего деловые операции на территории Российской Империи или территории Союза Советских Социалистических Республик.

В свою очередь, СССР обязался не предъявлять и не поддерживать претензии, возникшие до 1 января 1939 г., в частности:
- претензии, возникшие в связи с интервенцией в период между 7 ноября 1917 и 16 марта 1921 г. или любыми вооруженными действиями и враждебными акциями в течение этого периода;
- претензии в отношении золота, переданного в распоряжение Правительства Соединенного Королевства бывшим правительством Российской Империи или бывшим Временным правительством России;
- претензии в отношении той части золота, которая была передана Советским правительством правительству Германии по Дополнительному договору к мирному договору, подписанному в Брест-Литовске 3 марта 1918 г., и которая впоследствии была передана Правительству Соединенного Королевства по мирному договору между союзными и объединившимися державами и Германией, подписанному в Версале 28 июня 1919 г.;
- претензии в отношении любых активов, находящихся в Соединенном Королевстве от имени бывшего правительства Российской Империи или бывшего Временного правительства России, или любого учреждения, которое было создано в соответствии с законами Российской Империи.

Ещё раньше была достигнута договоренность о том, что в обмен на хранившееся в британском Barings Bank 5,5 т личного золота Николая II Великобритания возьмет на себя обязательства погасить задолженность перед британскими гражданами, понесшими финансовые потери в результате Октябрьской революции.
В ноябре 1996 года в Париже был подписан Меморандум о взаимопонимании между правительством Российской Федерации и правительством Французской Республики относительно окончательного урегулирования взаимных требований между Россией и Францией, возникших до 9 мая 1945 г.. Он предусматривал, что Россия выплатит Франции 400 млн. долларов в течение четырех лет и из них 280 млн. долларов будут использованы на оплату царских облигаций, а 120 млн. долларов пойдут на компенсации французским владельцам российской недвижимости, потерявшим ее при национализации. Также Россия обязалась не поддерживать требования, связанные с ущербом от интервенции 1918-1922 годов, требования, касающиеся всех находившихся во Франции активов, включая ту часть золота, которая была передана правительством РСФСР Германии при заключении Брест-Литовского мирного договора, и золота, переданного Франции адмиралом Колчаком. В обмен на это французская сторона пообещала, что не будет поддерживать финансовые требования, касающиеся всех займов и облигаций, выпущенных или гарантированных до 7 ноября 1917 г. правительством России, а также требования по возврату имущества французских физических и юридических лиц. Россия выполнила свои обязательства: компенсация была выплачена Франции в виде восьми платежей по 50 млн. долларов в течение 1997-2000 годов. 
Но обязательства России в размере 400 млн. долларов покрывали только 1-2% всей потенциальной задолженности, поэтому многие организации, объединяющие держателей российских облигаций, не согласились с российско-французским меморандумом об урегулировании претензий. Одна из самых активных таких организаций, Французская ассоциация держателей русских займов, обратилась в 1999 году в суд с требованием принудительно взыскать с России 138 млн. золотых франков, или 1,5 млрд. долларов. Французские суды отказывают в удовлетворении подобных исков, поэтому Французская ассоциация держателей русских займов обратилась в Европейский суд по правам человека. Однако и ЕСПЧ в мае 2001 года отказал в удовлетворении её требований «из-за неприемлемых формулировок». ЕСПЧ отметил, что  полученная сумма, даже если ее размер не отвечает ожиданиям истца, должна рассматриваться как компенсация за нанесенный его собственности ущерб, за который Франция не несла и не может нести ответственности.
Российские ценные бумаги котировались на французской бирже с 1882 по 1996 год, но накануне заключения соглашения 1996 года котировка была приостановлена. В 2005 года одно из объединений носителей русских займов подало иск против биржи Euronext Paris — правопреемницы Парижской торговой биржи, требуя возобновить котировку. Но суд отказал в этом иске.
Держатели облигаций также подавали во французские суды иски против российского правительства, однако суды отказывали им, ссылаясь на суверенный иммунитет России. Они неоднократно пытались добиться наложения обеспечительных мер на российское имущество во Франции, например на паи парижского филиала ЦБР, но также безуспешно.